# امانوئلا لیوزی
امانوئلا لیوزی (به انگلیسی: Emanuela Liuzzi،  زادهٔ ۲۷ آوریل ۲۰۰۰) یک کشتی‌گیر زن آزادکار اهل کشور ایتالیا است. وی سابقه حضور در المپیک ۲۰۲۴ پاریس را دارد.  